# Герантиди, Олег Григорьевич
Олег Григорьевич Герантиди (6 сентября 1969 — 11 марта 2012) — российский писатель жанров фантастики и фэнтези. Олег Герантиди является автором следующих романов: «Малая кровь», «Могучим ударом» (в печатном виде — «Превосходящими силами»), «На вражьей земле» (в печатном виде — «На чужой территории»), «Навстречу солнцу». Основные его произведения написаны в жанре альтернативной истории.

## Биография
Родился 6 сентября 1969 года в селе Светлолобово Новосёловского района Красноярского края. Учился в Иркутском лётном училище (по другим данным — на Истфаке Красноярского пединститута). Во время службы в Советской Армии служил в Кантемировской танковой дивизии.
В 2005 году был издан первый роман писателя «Превосходящими силами», в 2006 году последовал ещё один напечатанный роман — «На чужой территории». Олег Герантиди также являлся автором различных статей по экономике сельского хозяйства и по внутриполитической жизни современной России.
Писатель активно участвовал в политической жизни страны — он являлся руководителем Красноярского отделения Армии воли народа (АВН), активистом «Сталинского блока Красноярья» и движения «Суть времени». В последние годы Олег Герантиди жил в городе Красноярске и являлся профессором одного из красноярских вузов.
Скоропостижно скончался в одной из красноярских больниц 11 марта 2012 года.